# Suleika (Spiel)
Suleika ist ein Brettspiel des französischen Spieleautors Dominique Ehrhard. Es erschien erstmals 2007 beim französischen Spieleverlag Gigamic mit Illustrationen von Marie Cardouat unter dem Titel Marrakech, im darauffolgenden Jahr veröffentlichte Zoch das Spiel in deutscher Sprache mit Illustrationen von Victor Boden als Suleika. 2008 wurde es mit den Spielepreisen „As d’Or – Jeu de l’Année“ und „Spiel der Spiele“ ausgezeichnet und stand ferner auf der Nominierungsliste zum „Spiel des Jahres“.

## Handlung und Spielablauf
Suleika, die Tochter des Sultans, möchte heiraten. Der Sultan schickt daher seinen Wesir Omar auf den Basar, um sich unter den Teppichhändlern nach einem geeigneten Kandidaten umzusehen. In der Rolle der Händler versuchen die Spieler nun, den Wesir zu beeindrucken, indem sie ihre Teppiche auf dem Basar ausbreiten und dabei möglichst auch die Teppiche ihrer Konkurrenten überdecken. Bleibt der Wesir auf einem Teppich stehen, erhält der entsprechende Händler dafür Geld in Form von Piastern. Ziel ist es, bei Spielende möglichst viele Piaster gesammelt und sichtbare Teppiche ausliegen zu haben.
Das Spielmaterial umfasst:
- 1 Spielfigur („Omar“)
- 57 Stoffteppiche in vier Farben
- 40 Münzen („Piaster“)
- 1 sechsseitiger Würfel mit den Werten 1, 2, 2, 3, 3, 4
- Spielplan

Der Spielplan zeigt den zu Beginn leeren Basar, unterteilt in 7×7 Felder. Auf dem Basar legen die Spieler im Verlauf des Spiels ihre Teppiche aus, diese sind stets zwei Felder groß. Omar, die einzige Spielfigur, wird in der Mitte des Basars platziert, und jeder Spieler erhält die gleiche Anzahl an Piastern.
Gezogen wird reihum. Ist ein Spieler am Zug, bewegt er zunächst Omar, indem er eine Richtung (links, rechts oder geradeaus) wählt und die Anzahl der Felder würfelt. Endet Omars Bewegung auf dem Teppich eines Mitspielers, so muss dieser dafür bezahlt werden; der Betrag richtet sich nach der Anzahl an angrenzenden Feldern mit Teppichen gleicher Farbe. Zuletzt wird ein eigener Teppich neben Omar ausgelegt, dabei dürfen auch gegnerische Teppiche verdeckt werden.
Das Spiel endet, wenn alle Spieler ihre Teppiche ausgelegt haben. Für jeden Piaster und jedes sichtbare Teppichfeld bekommt ein Spieler jeweils einen Punkt gutschreiben; es gewinnt, wer so die meisten Punkte sammeln konnte.

## Auszeichnungen und Kritiken
2008 wurde Suleika mit dem französischen Spielepreis „As d’Or – Jeu de l’Année“ sowie dem österreichischen Spielepreis „Spiel der Spiele“ ausgezeichnet. In der Begründung zu letzterem heißt es:

„So leicht verständlich die Spielregel und so erfreulich überschaubar das liebevoll gewählte Spielmaterial ist – allen voran die bunten kleinen Teppiche, die nach und nach auf den Spielplan kommen –, so faszinierend ist auch der Reiz des flotten Spielverlaufes. Natürlich spielt das Würfelglück eine wesentliche Rolle, mit einfachen Mitteln werden aber auch entscheidende taktische Elemente ins Spiel gebracht. Das Thema und die hübsche Ausstattung schaffen stimmungsvolle orientalische Atmosphäre. Und schließlich entsteht beim Spielen von „Suleika“ jede Menge Interaktion und damit auch Kommunikation am Spieltisch. Alles in allem ist die Spielekommission überzeugt, dass „Suleika“ das Potenzial zu einem echten Spieleklassiker für die ganze Familie hat.“

Suleika stand ferner auf der Nominierungsliste zum „Spiel des Jahres“ 2008. Im darauffolgenden Jahr erhielt es die Auszeichnung „Mensa Select“ und war für den „Japan Boardgame Prize“ in der Kategorie „Spiele für Anfänger und Familien“ nominiert.
Die Rezensionen fielen allgemein etwas weniger positiv aus: So lobten die Rezensenten zwar das Spielmaterial, die stimmige Aufmachung sowie die einfachen Spielregeln, die das Spiel vor allem Kindern leicht zugänglich machen würden. Auf der anderen Seite biete Suleika jedoch zu wenig Spieltiefe und taktische Möglichkeiten, um erfahrene Spieler längerfristig unterhalten zu können.

## Erweiterung „Die 2 Teppiche“
Anlässlich des Spielefests in Wien 2008 verteilte das Österreichische Spielemuseum eine von Klemens Franz entwickelte Erweiterung mit dem Titel Suleika – Die 2 Teppiche. Sie umfasst 57 Karten mit aufgedruckten Bewegungsmustern für Omar, die den Spielwürfel und das damit einhergehende Zufallselement des Spiels ersetzen.
Wird mit der Erweiterung gespielt, erhält jeder Spieler bei Spielbeginn einen identischen Satz an Bewegungskarten, die er mischt und verdeckt vor sich ablegt. Anschließend nimmt er die zwei obersten Karten auf die Hand. Statt für Omars Bewegung zu würfeln, wählt ein Spieler eine der beiden Karten aus und führt die dort beschriebene Bewegung aus. Die Karte wird anschließend abgeworfen und eine neue vom Stapel gezogen.
Die Erweiterungskarten können in zwei Varianten gespielt werden: Bei der „blauen“ Variante ist lediglich die Anzahl der Felder vorgegeben, die Richtung darf wie im normalen Spiel selbst bestimmt werden (links, rechts oder geradeaus). Bei der „gelben“ Variante sind die Richtungen und Felder genau vorgegeben, hierbei gibt es auch Karten mit ansonsten nicht erlaubten Rückwärtsbewegungen und ohne Bewegung.